# Districte de Bhopal
El districte de Bhopal és una divisió administrativa de Madhya Pradesh a l'Índia, a la divisió de Bhopal. La seva capital és Bhopal (ciutat).
La superfície del districte és de 2.772 km² i a població (2001) d'1.836.784 habitants.